# 元気のない日の子守唄/長良川の晴れ
「元気のない日の子守唄/長良川の晴れ」（げんきのないひのこもりうた/ながらがわのはれ）は、中澤裕子の9枚目のシングル。2004年2月11日発売。

## 収録曲
1. 元気のない日の子守唄
作詞：上田紅葉　作曲：川口真　編曲：高橋諭一
2. 長良川の晴れ
作詞・作曲：つんく　編曲：小西貴雄
3. 元気のない日の子守唄 (Instrumental)
4. 長良川の晴れ (Instrumental)

## 参加ミュージシャン
元気のない日の子守唄
- プログラミング&ギター&コーラス：高橋諭一
- バイオリン：徳永友美
- パーカッション：高尾俊行

長良川の晴れ
- プログラミング：小西貴雄
- ギター：古川望
- コーラス：稲葉貴子